# Cotognata e marmellata di mela cotogna
La Cotognata e marmellata di mela cotogna è un tipo di marmellata prodotta in Abruzzo, realizzata con la lavorazione della mela cotogna. Fa parte dei prodotti agroalimentari tradizionali abruzzesi.